# Kuulukainen
Kuulukainen är en ö i Finland. Den ligger i sjön Lojo sjö och i kommunen Lojo i den ekonomiska regionen  Helsingfors  och landskapet Nyland, i den södra delen av landet, 60 km väster om huvudstaden Helsingfors. Öns area är 22,7 hektar och dess största längd är 0,6 kilometer i sydväst-nordöstlig riktning.